# Département de Rivadavia (Salta)
Pour les articles homonymes, voir Département de Rivadavia.
Le département de Rivadavia est une des 23 subdivisions de la province de Salta, dans le nord-ouest de l'Argentine. Son chef-lieu est la ville de Rivadavia.
Le département a une superficie de 25 951 km2. Sa population s'élevait à 27 370 habitants en 2001.

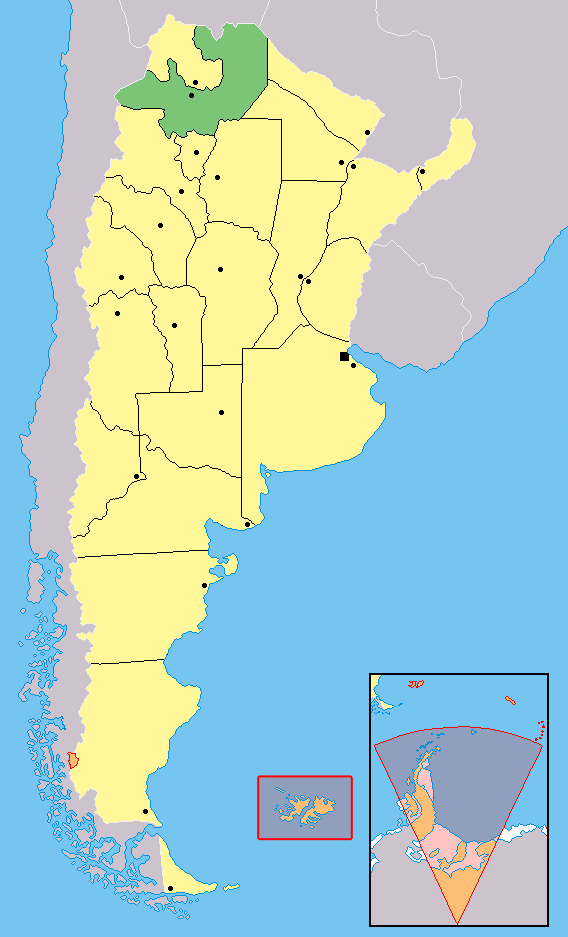
Localisation de la province de Salta en Argentine

## Villes et localités
- Coronel Juan Solá ;
- Rivadavia, chef-lieu ;
- Santa Victoria Este.